# Anna Wendland
Anna Wendland (* 4. April 1866 in Berlin; † 22. Februar 1955 in Hann. Münden) war eine deutsche Heimatkundlerin, Historikerin und Heimatschriftstellerin.

## Leben

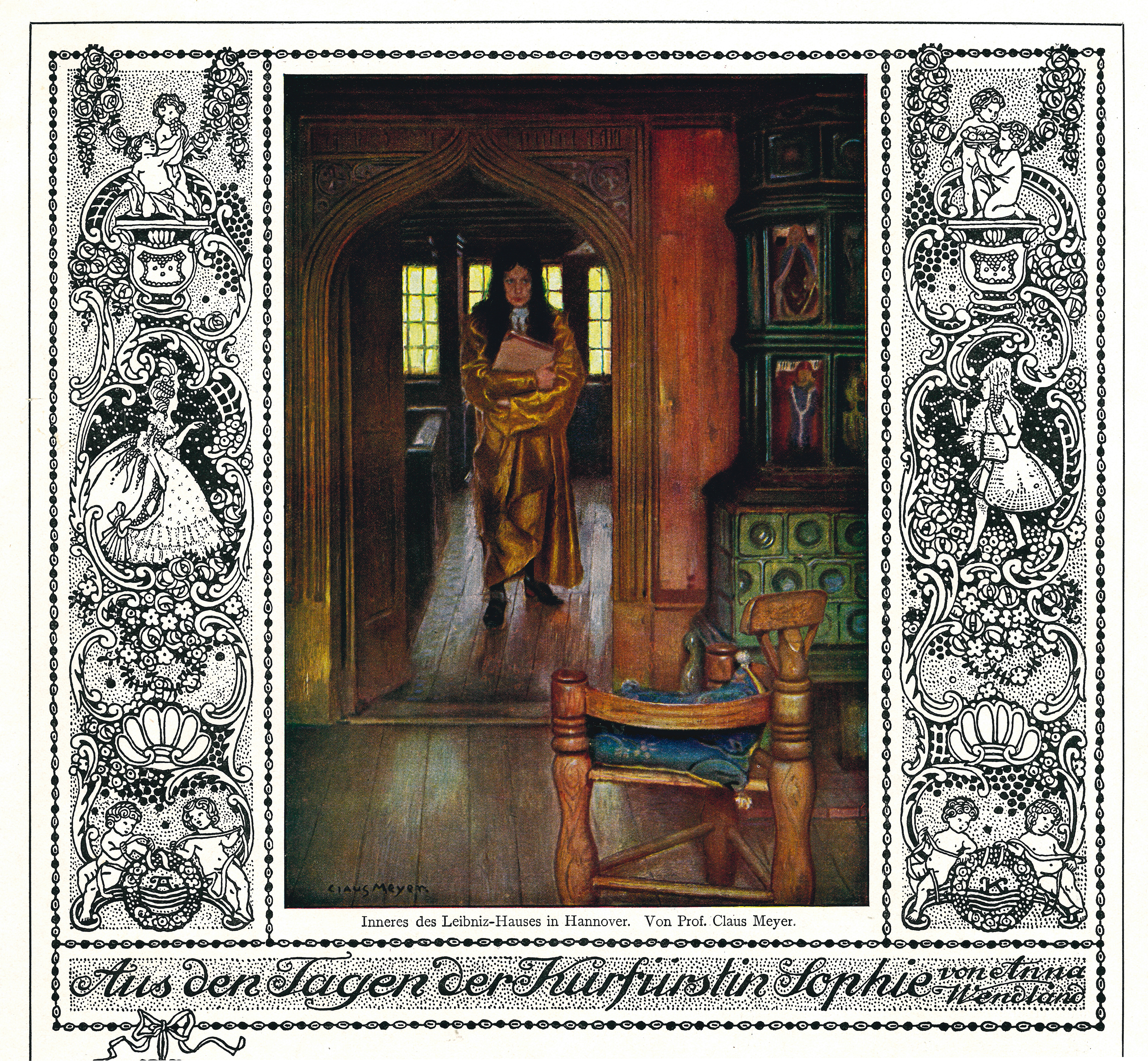
Leibniz in dem später nach ihm benannten Leibnizhaus; Illustration von Claus Meyer mit Zierrahmen von Änne Koken über Wendlands Titel „Aus den Tagen der Kurfürstin Sophie“;
Auszug aus der Illustrirten Zeitung Nr. 3538 vom 20. April 1911, S. 7f.

Anna Wendland, geboren in Berlin, war die Tochter des Schulrates Adolf Wendland (1828–1900). Sie besuchte eine evangelische Höhere Mädchenschule in Koblenz. 1885 legte sie an dem mit dieser Schule verbundenen, dortigen Lehrerinnenseminar als sogenannte „Halbschülerin“ (kein Vollstudium) die Prüfung als Handarbeits-Lehrerin ab.
1889 ging Anna Wendland gemeinsam mit ihren Eltern nach Hannover, wo sie sich der dortigen Stadt- und Heimatgeschichte zuwandte. Ihre ersten Veröffentlichungen schrieb sie in der von ihrem Vater herausgegebenen Zeitschrift Haus und Schule. In der Folgezeit galt dem hannoverschen Herrscherhaus, den Welfen, insbesondere deren Geschichte im 17. und 18. Jahrhundert. Dabei trat sie vor allem mit Editionen von Briefen verschiedener Adelsmitglieder hervor.
Gefördert von dem Archivar Otto Jürgens, sichtete und bearbeitete Anna Wendland im Stadtarchiv Hannover die „Harrys'sche Autographensammlung“; diese Arbeit schlug sich in den Hannoverschen Geschichtsblättern nieder, in Band 6 von 1903. Wendland veröffentlichte jedoch auch zahlreiche weitere Beiträge in dieser Reihe.
1943, dem Jahr der stärksten Luftangriffe auf Hannover im Zweiten Weltkrieg, siedelte Anna Wendland im Oktober nach Hann. Münden über, wo sie 1955 im Alter von knapp 89 Jahren starb.

## Werke
- Anna Wendland (Hrsg.): Briefe der Elisabeth Stuart, Königin von Böhmen, an ihren Sohn, den Kurfürsten Carl Ludwig von der Pfalz 1650-1662, in der Reihe Bibliothek des Litterarischen Vereins in Stuttgart, Folge 228, Tübingen: Litterarischer Verein, 1902
- Anna Wendland: Stadthannoversche Geselligkeit vor hundert Jahren. In: Hannoversche Geschichtsblätter, Folge 14, Hannover: Hahnsche Buchhandlung, 1911, S. 385–407
- Anna Wendland (Hrsg.): Briefe des Kurfürsten Ernst August von Hannover an seine Gemahlin, die Kurfürstin Sophie. In: Niedersächsisches Jahrbuch für Landesgeschichte, hrsg. von der Historischen Kommission für Niedersachsen und Bremen, Bd. 7., Hildesheim: Lax, 1930, S. 207–264
- Anna Wendland: Prinzenbriefe zum hannoverschen Primogeniturstreit 1685-1701, in der Reihe Quellen und Darstellungen zur Geschichte Niedersachsens, Bd. 46, Hildesheim; Leipzig: Lax, 1937